# Francisco Badaró
Francisco Badaró est une municipalité brésilienne de l'État du Minas Gerais et la microrégion de Capelinha.